# Johanneskyrkan, Fredrikshamn
Johanneskyrkan, tidigare Fredrikshamns kyrka, är en kyrkobyggnad i centrum av den finländska staden Fredrikshamn. Kyrkan är uppkallad efter Johannes Döparen.

## Kyrkobyggnaden
Kyrkan byggdes i nyklassicistik stil mellan åren 1839 och 1843 efter ritningar av den tyskfödda arkitekten Carl Ludvig Engel. Den var ursprungligen kyrka för den svenska befolkningen. År 1995 renoverades byggnaden.

## Historia
De tidigare Ulrika Eleonorakyrkan och Elisabetskyrkan fanns på samma plats som nuvarande ortodoxa Petrus-Pauluskyrkan. När Elisabetskyrkan förstördes 1821 skänkte kejsaren tomten åt den ortodoxa församlingen. Därför behövde den lutherska kyrkan en ny tomt. Man anhöll därför av guvernören i Viborgs län greven Carl Gustaf Mannerheim om tomten där kommendanthuset tidigare stått. I det huset hade freden i Fredrikshamn slutits år 1809.
År 1837 hade man samlat in 36 000 rubel och Mannerheim sände in anhållan och ritningarna till Senaten för Finland som efter ett år godkände planerna. Grundstenen murades 17 maj 1839 och kyrkan kunde invigas på midsommar 1843. Kyrkan fick sitt namn efter Johannes Döparen.

## Inventarier
Votivskeppet gjordes senast år 1763 för träkyrkan på  Björkö i Karelen. Efter krigen fördelades de evakuerade kyrkliga inventarierna från de numera ryska områdena mellan olika församlingar i Finland. 
Takkronorna är stockholmsarbeten från 1756 och 1579. Kronorna gjordes ursprungligen för Elisabetskyrkan.
Altartavlan föreställer Kristi uppståndelse och målades av Berndt Abraham Godenhjelm från S:t Petersburg. Under altartavlan finns en kopia av Leonardo da Vincis fresk Nattvarden. Kopian är gjord av Magnus Enckell. Det äldsta föremålet i kyrkan är en svensk Bibel från 1703.

## Orglar
Den första orgeln installerades 1906 under ledning av Oskar Merikanto. Den nuvarande 26 stämmiga orgeln är från 1989.

## Bilder

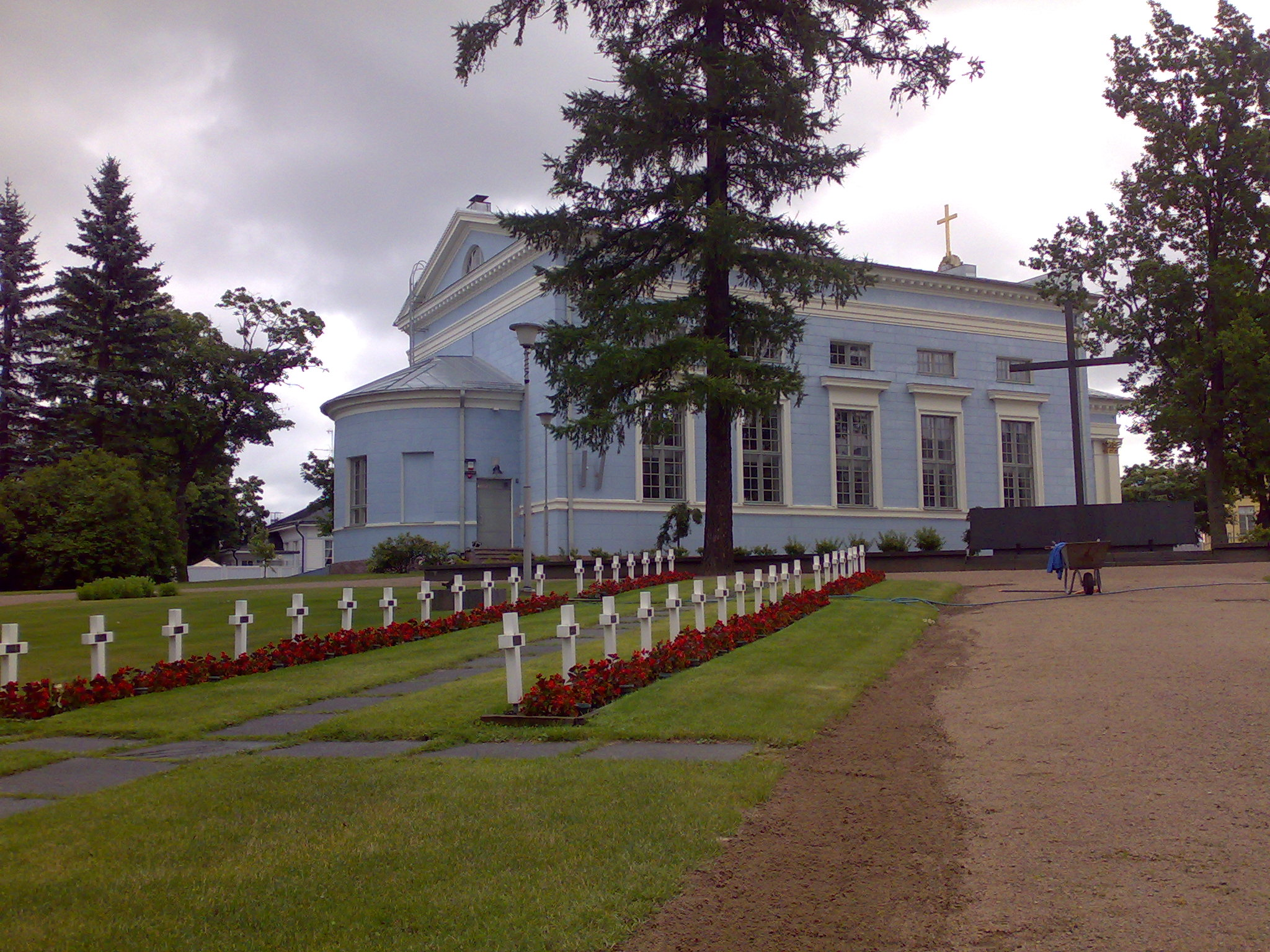
Militärkyrkogård
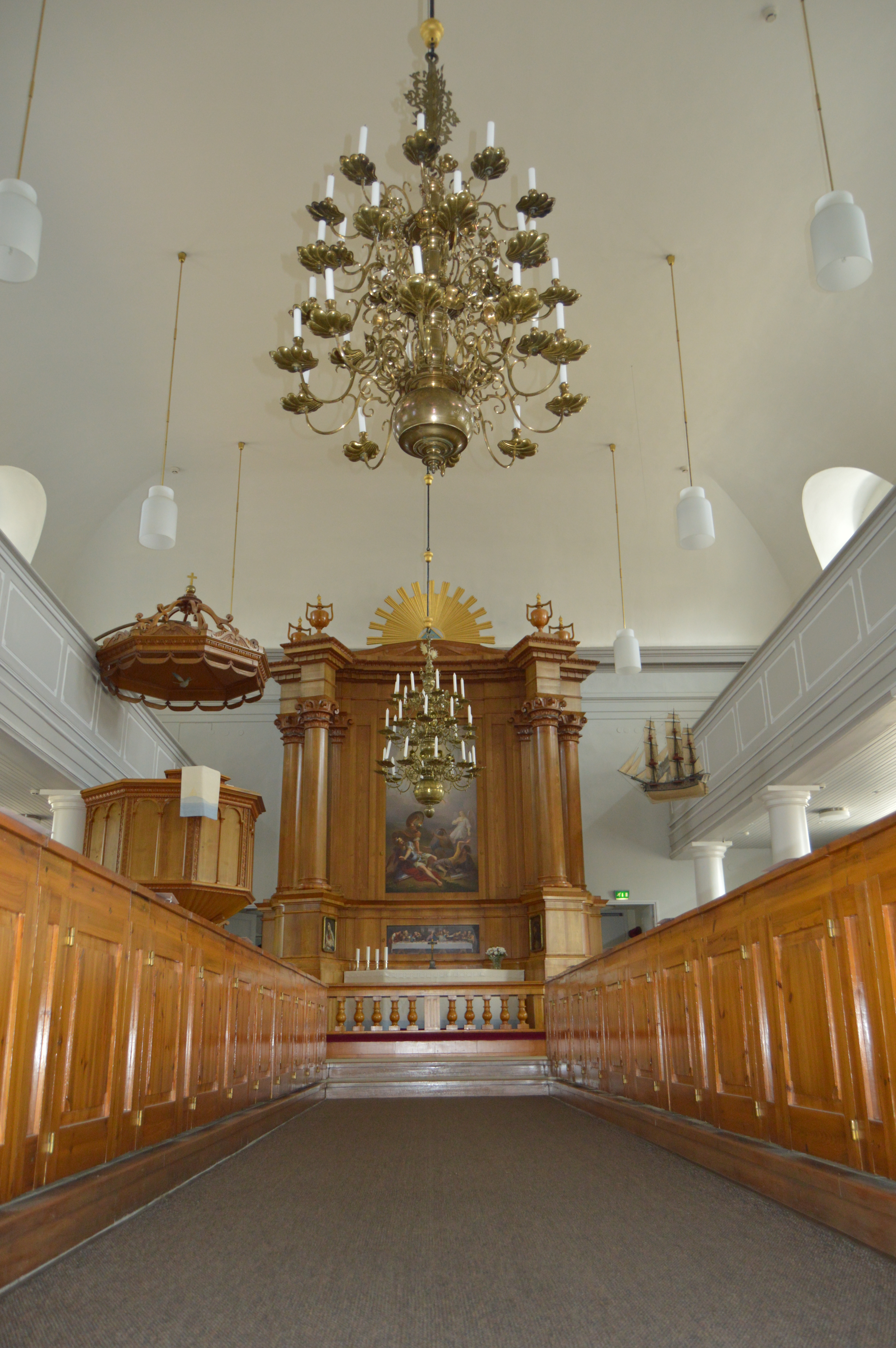
Kyrkans interiör
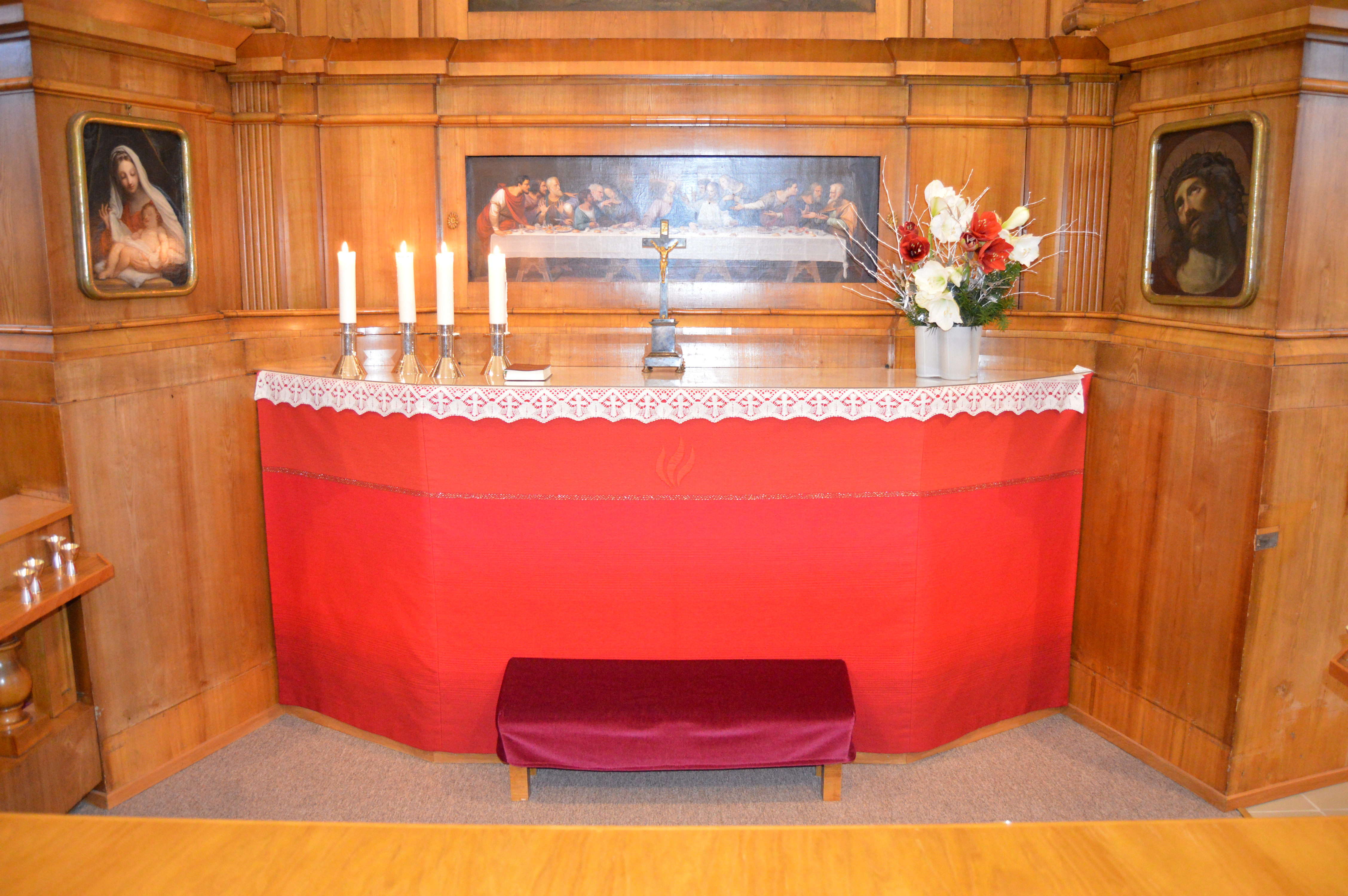
Altare
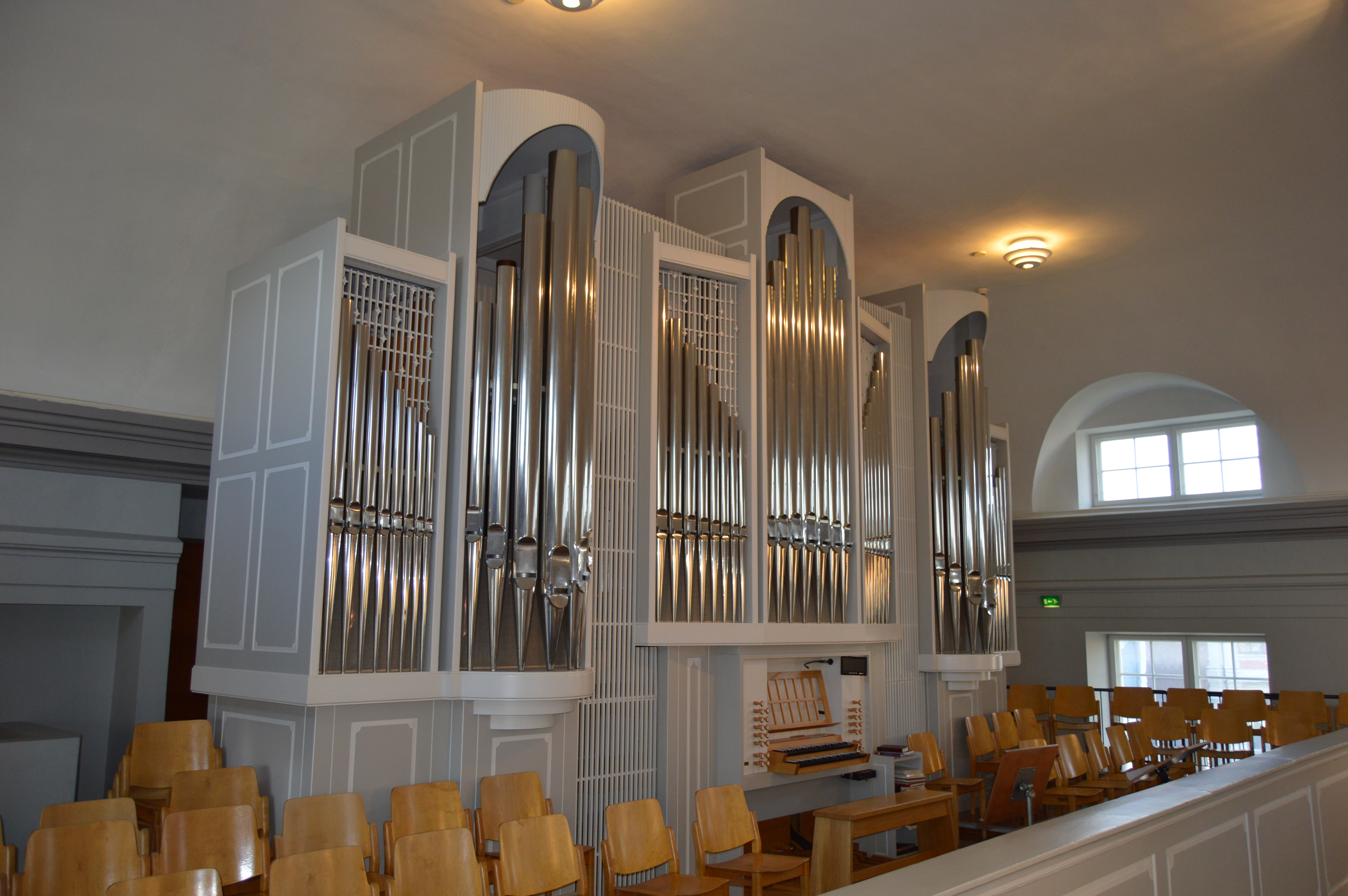
Orgel